# Rödgen
Rödgen is een plaats in de Duitse deelstaat Saksen-Anhalt, en maakt deel uit van het district Anhalt-Bitterfeld. Sinds 15 maart 2004 maakt Rödgen als Ortschaft deel uit van de gemeente Bitterfeld-Wolfen. Deze Ortschaft bestaat uit de beide dorpjes Rödgen en Zschepkau.
Rödgen telde 328 inwoners per 31 december 2024, inclusief 126 inwoners van Zschepkau. Langs het dorp loopt de Autobahn A 9.
Zie verder onder Bitterfeld-Wolfen.

## Geboren in Rödgen
- Édouard Keilig (1827-1895), Duits-Belgisch landschapsarchitect